# دروژنویه (استان آمور)
دروژنویه (به لاتین: Druzhnoye) یک منطقهٔ مسکونی در روسیه است که در استان آمور واقع شده‌است.